# Briarda
Briarda là một chi bướm đêm thuộc họ Erebidae.